# Баддек
Бадд́ек [bəˈdɛk] селище на північному сході Нової Шотландії, Канада. Розташоване у центрі Кейп-Бретона, приблизно за 6 км на схід від місця, де річка Баддек впадає в озеро Бра-д'Ор.
Місцеве управління здійснюється сільським муніципалітетом округу Вікторія з обмеженими повноваженнями виборної сільської ради. Згідно з переписом населення Канади 2016 року населення становило 826 осіб.
Його вперше заселили лоялісти Об’єднаної імперії наприкінці 18-го століття, а в 19-му столітті Баддек процвітав завдяки видобутку корисних копалин, борошномельній промисловості та суднобудуванню. Сьогодні економіка залежить від послуг, культурної діяльності та туризму.

## Топоніміка
Баддек — один з небагатьох топонімів мовою мікмак новошотландської мови, який не був замінений колоніальними поселенцями. Французи називали його La Bedeque, а носії гельської мови в Канаді називали Badaig. По-різному повідомлялося про його початкове значення як «зворотний потік», «місце з островом поблизу» (імовірно йдеться про острів Кідстон), «порція їжі, відкладена для когось» або «спекотне місце».

## Історія
Французькі єзуїти оселилися в сусідньому Сент-Еннсі в 1629 році. Британське поселення з’явилося в 1700-х роках після того, як територія була передана від Франції до Британії.
У 1839 році збудовано маєток із корчмою, шинком і поштою. У 1841 році Чарльз Джеймс Кемпбелл відкрив магазин, почав займатися суднобудуванням і розвивати видобуток вугілля.
У 1851 році округ Вікторія був відокремлений від округу Кейп-Бретон, і Баддек став місцем для нової в'язниці округу та будівлі суду.
Беддек став відомим у 1874 році завдяки публікації подорожніх мемуарів «Баддек, і тому подібні речі» Чарльза Дадлі Ворнера.
У 1885 році сім'я Александра Ґрема Белла відпочивала в Баддеку. Потім він побудував тут комплекс будівель, включаючи нову лабораторію, названу Beinn Bhreagh (ґельською: прекрасна гора) на честь шотландських предків Белла. Спочатку це було літнє житло, але Белл жив там більшу частину року та проводив багато експериментів, у тому числі перший контрольований політ AEA Silver Dart у Канаді в 1909 році. З 1885 до 1928 року в маєтку була верф Bell Boatyard, яка виготовляла як експериментальні, так і звичайні човни. Верф була відома своєю подвійною зосередженістю як на експериментальних, так і на традиційних човнах, а також роботою на ній великої кількості жінок-човнобудівниць.
Пам'ять Белла вшанована у місцевому музейному комплексі — Національному історичному місці Александра Ґрема Белла.

## Географія
Ця територія розташована на скелях Віндзорської групи карбону. До них відносяться кам'яна сіль, вапняк, поташ і гіпс, які легко розчиняються підземними водами і створюють печери та воронки. 

### Клімат
Баддек має вологий континентальний клімат (Dfb). Найвища температура, коли-небудь зареєстрована в Баддеку, становила 36,7 °C (98 °F) 22 серпня 1935 року. Найнижча зареєстрована температура становила −32,2 °C (−26 °F) 11 лютого 1883 р.

## Демографія
Згідно з переписом населення 2021 року, проведеним Статистичним управлінням Канади, у Баддеку проживало 818 осіб, які проживали в 368 із 415 приватних помешкань, що є зміною на−1% від 826 осіб у 2016 році. При земельній ділянці площею 2.11 км, щільність населення становила 387,7/км у 2021 році. 

## Пам'ятки
Баддек — одна з кількох громад Кейп-Бретона, де щоосені проходить фестиваль «Кельтські кольори». У музичному фестивалі беруть участь сотні кельтських музикантів з Кейп-Бретону та з усього світу.
Навесні в селі проходить естафета Cabot Trail 298 км естафета по стежці Кабота.
Мальовничий маршрут стежки Кабота (англ. Cabot Trail) проходить через Баддек.
Історичні споруди міста включають:
- Готель Telegraph House, 1861 рік, вперше став відомим після того, як він був описаний у книзі 1874 року Baddeck, And That Sort of Thing. [13] Колись тут розташовувалася компанія Trans-Oceanic Cable Company, піонер телеграфії.
- Англіканська церква Святого Петра та Святого Іоанна, 1883 рік, дерев'яна неоготична церква.
- Зал Ґілберта Ґросвенора, 1886 рік, споруда епохи романського відродження з місцевого червоного пісковика, спочатку побудована як пошта та митниця Баддека.
- Будинок суду округу Вікторія, 1889 рік, неокласична будівля з дерева та граніту.
- Будинок Bras d'Or, близько 1894 року, значно перебудований, тепер містить апартаменти та китайський ресторан.
- Масонська ложа Св. Марка, 1898 рік, побудована в стилі церкви з вишуканими архітектурними та масонськими деталями, багато з яких тепер покриті вініловим сайдингом.
- Маяк на острові Кідстон, 1912 рік, влітку можна дістатися поромом.

## Освіта
Baddeck Academy : школа від початкового до 12 класу, яка обслуговує Беддек та навколишні громади.

## Послуги
- Яхт-клуб Bras d'Or
- Гольф-клуб Bell Bay
- Аеродром Баддек (Гюнеден).

## Галерея

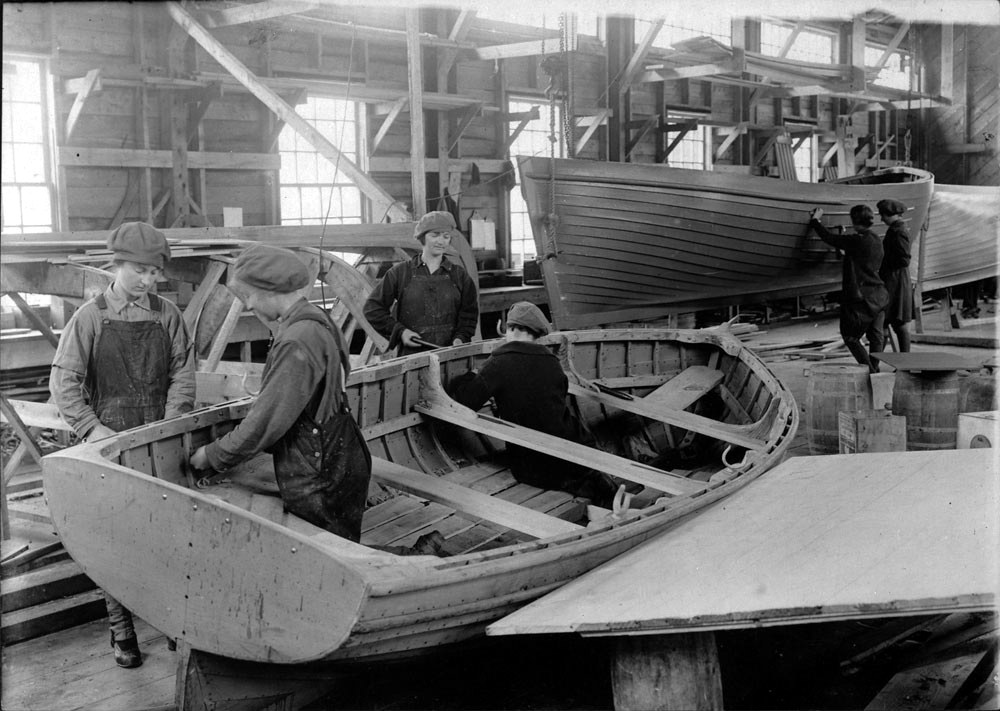
Жінки-працівниці на верфі Белла
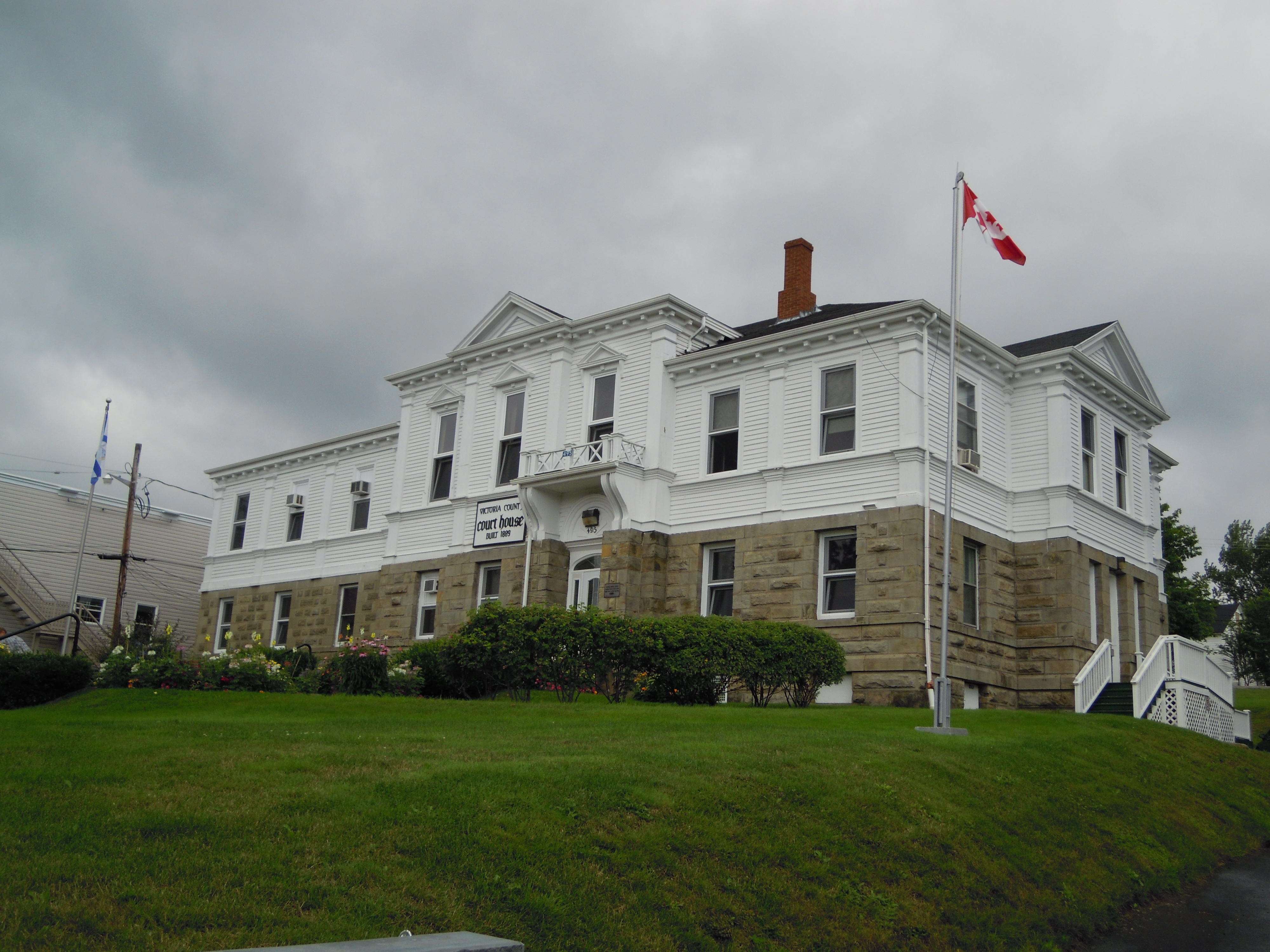
Будинок суду округу Вікторія
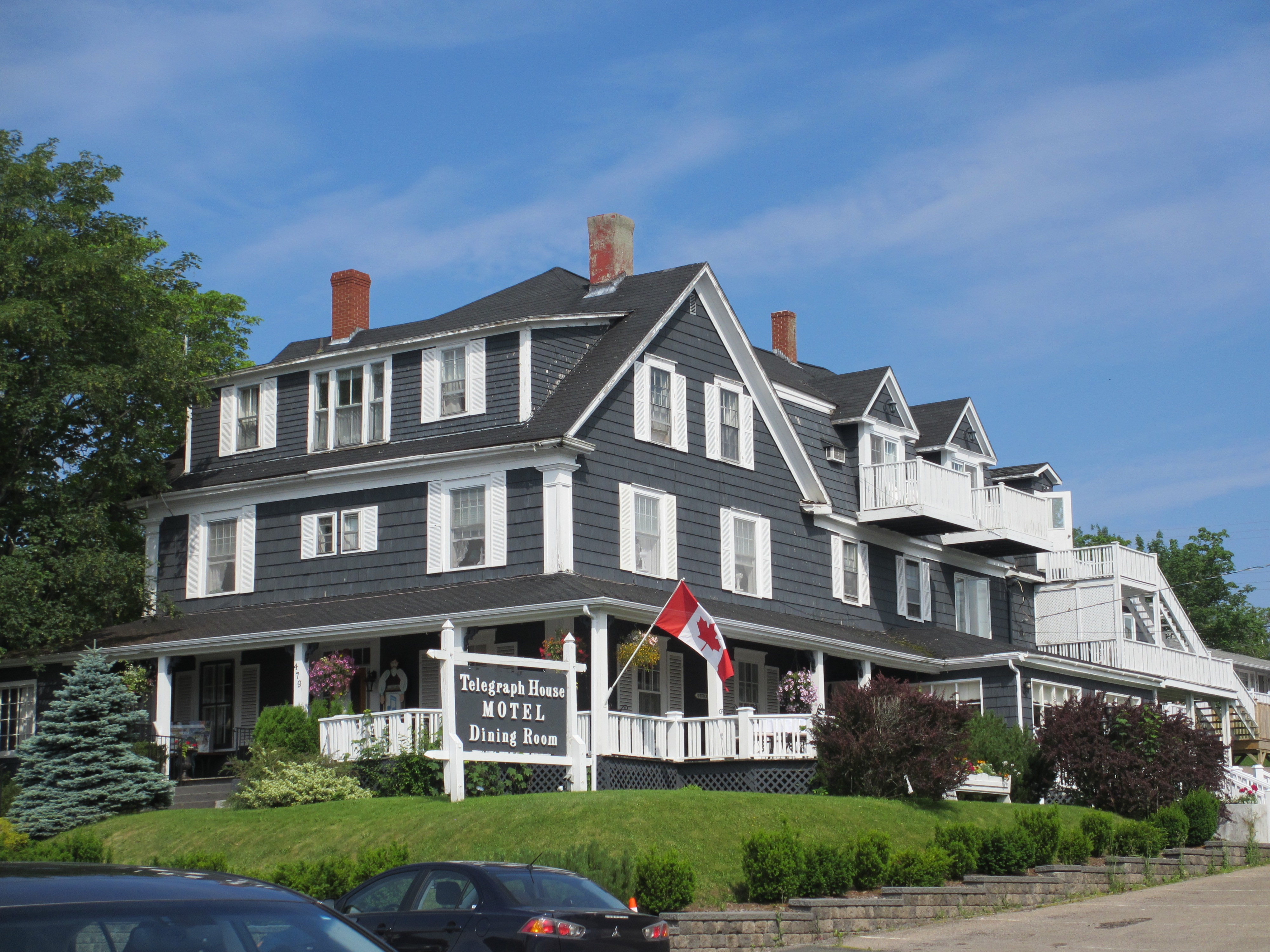
Будинок телеграфу
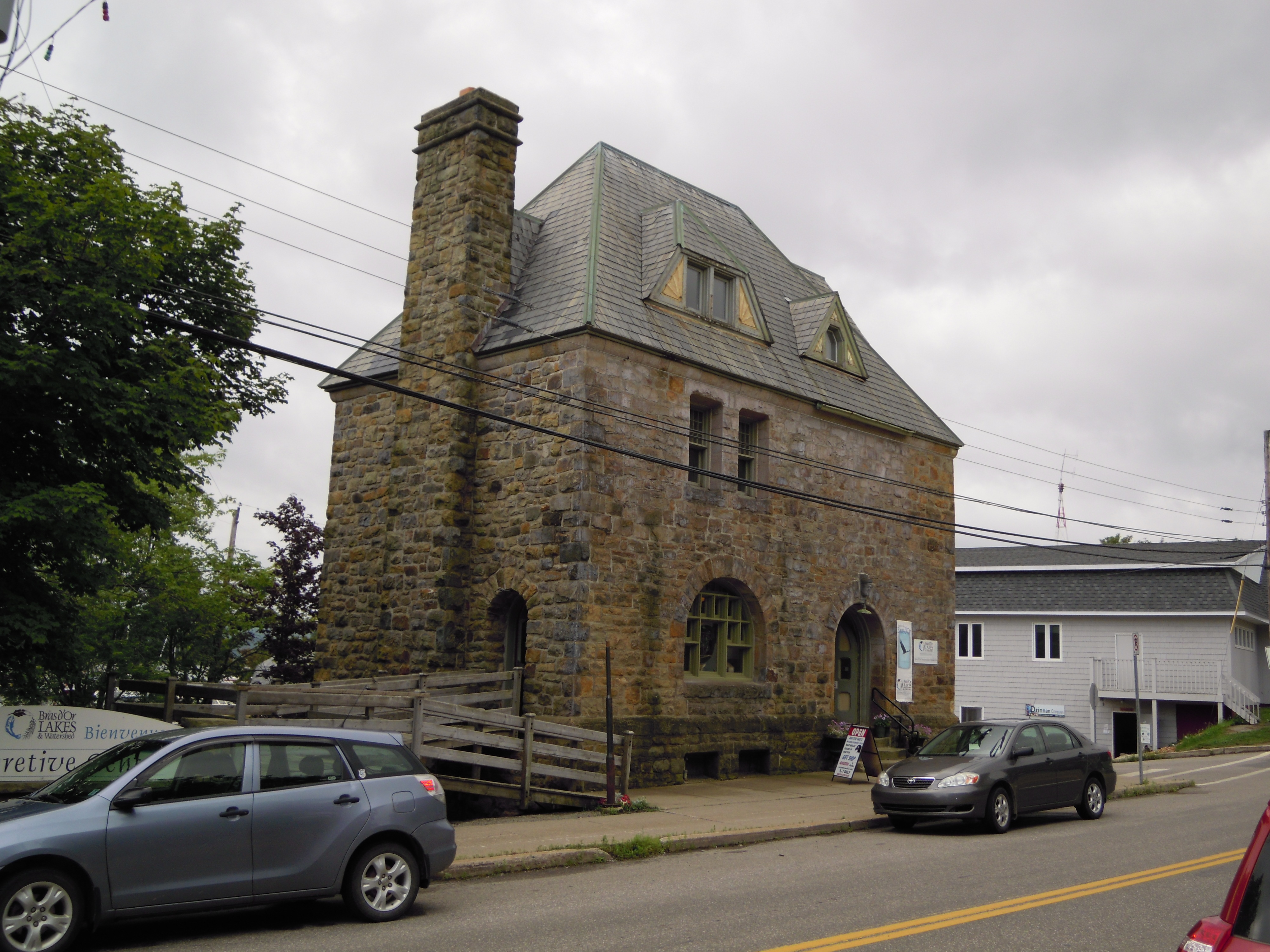
Стара пошта та митниця
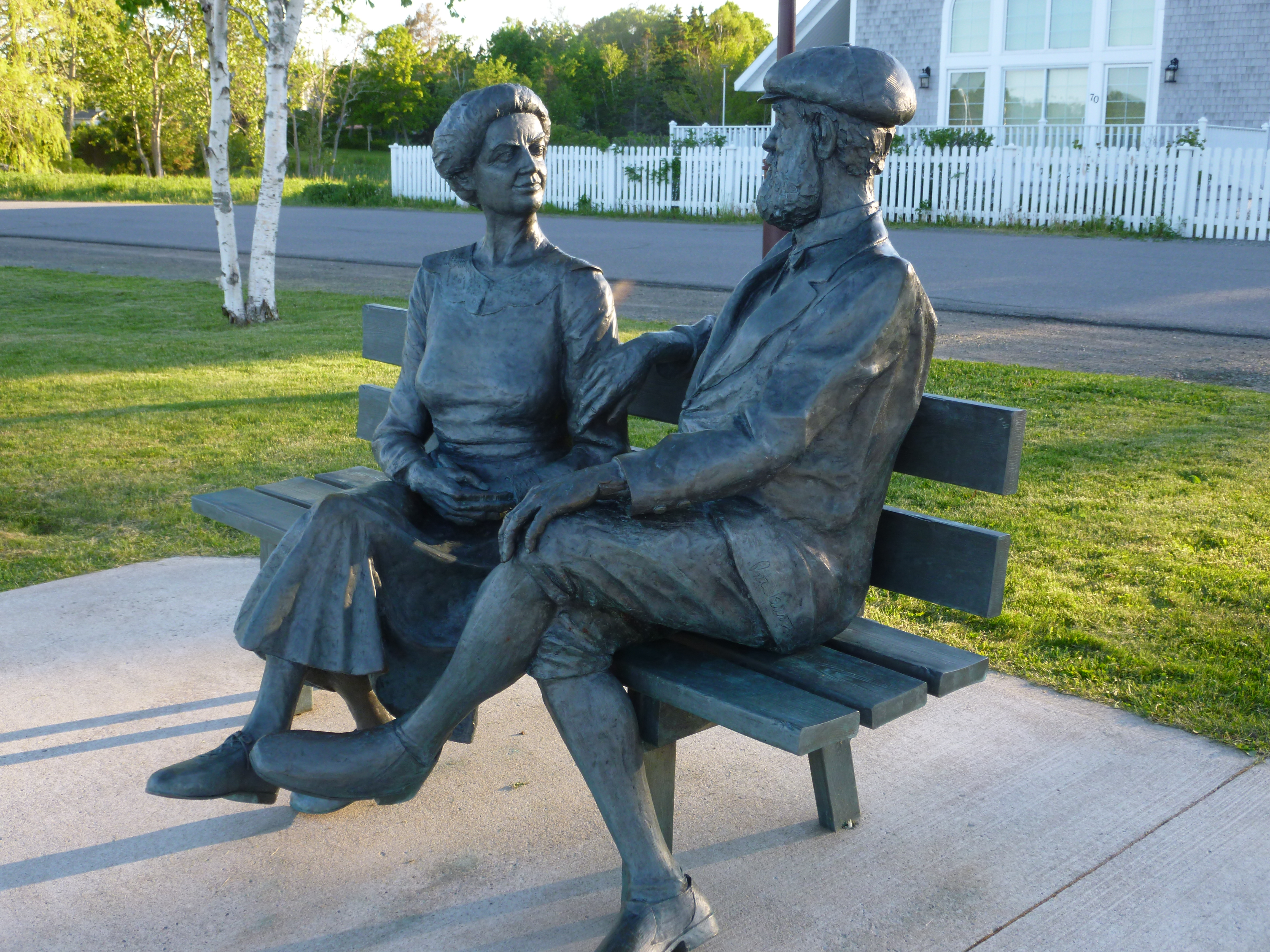
Скульптура зображує Александра і Мейбл Белл